# Habronyx luteopectus
Habronyx luteopectus là một loài tò vò trong họ Ichneumonidae.